# Institut de technologie et d'études supérieures de Monterrey
L'Institut de technologie et d'études supérieures de Monterrey (en espagnol Instituto Tecnológico y de Estudios Superiores de Monterrey, ITESM) plus connu sous le nom de Tecnológico de Monterrey, est une université privée dont le siège est à Monterrey, Nuevo León, au Mexique.
Actuellement, c'est l'une des écoles jouissant de la plus haute reconnaissance académique en Amérique latine et qui jouit d'une grande réputation pour les employeurs d'Amérique latine,. Elle se caractérise par la présence active de ses ingénieurs dans les domaines des affaires et par l'innovation technologique.
Il possède la meilleure école de commerce au Mexique et en Amérique latine. De plus, elle fait partie des 45 universités au monde cotées avec 5 étoiles QS.

## Histoire
Monterrey a toujours été la ville la plus industrialisée du Mexique, de par sa proximité géographique avec le Texas. L'influence économique mondiale est donc primordiale pour les activités de la ville. Après les récessions économiques de 1929 et de la Seconde Guerre mondiale, les Mexicains ont eu de grosses difficultés à partir étudier aux États-Unis. Eugenio Garza Sada, directeur de la brasserie Cuauhtémoc, eu donc l'idée de créer un institut d'études professionnelles et techniques, aidé par de nombreux notables des industries de la ville (bière, acier, ciment, peintures, etc.).

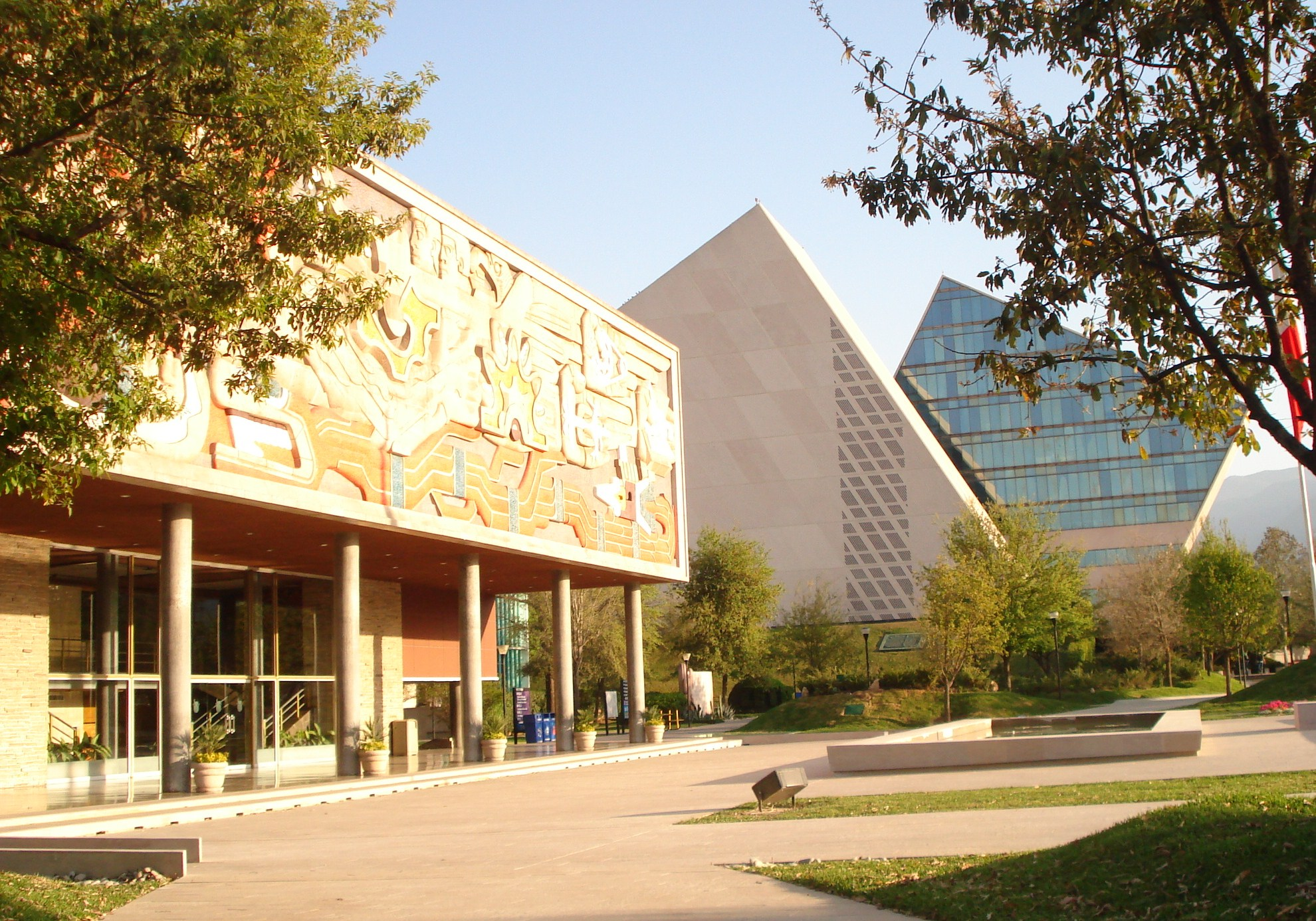
Vue partielle du campus de Monterrey (2008).

En 1943, l'EISAC (Enseñanza e Investigación Superior Asociacion Civil) est donc créée ainsi que le Tec la même année. Cette école était basée dans le « Barrio Antiguo » près du centre-ville. Le premier campus fut construit en 1947, sur l'emplacement du campus actuel, mais ne comptait que deux bâtiments. Le grand campus actuel a commencé à être construit dès 1974, et de nouveaux bâtiments sont toujours créés grâce aux succès du campus. Actuellement, le Tec compte six bâtiments de salles de cours (dont deux de six étages), quinze immeubles de logement étudiants, quatre immeubles administratifs (dont le CEDES et le CETEC - voir photos), un stade de 37 000 personnes (les clubs résidents sont les Rayados de Monterrey en football et les Borregos en football américain) ainsi que de nombreux centres sportifs.

## Différents campus

Carte des différents campus du Tec de Monterrey (2009).

En plus du grand campus situé à Monterrey (Avenida Garza Sada pour l'université, Avenida Fundadores pour l'EGADE), le Tec de Monterrey possède plusieurs instituts dans diverses villes du pays telles que, Aguascalientes, Veracruz, Chiapas, Chihuahua, Ciudad Juárez, Ciudad Obregón, Colima, Cuernavaca, Cumbres, Guadalajara, Guaymas, Hidalgo, Irapuato, Laguna, León, Mazatlán, Morelia, Puebla, Querétaro, Saltillo, San Luis Potosí, Santa Catarina, Sinaloa, Sonora Norte, Tampico, Toluca, Zacatecas.
A Mexico, il possède trois campus, Ciudad de México au sud, Estado de México au nord et Santa Fe à l'ouest de la ville.

## Formations dispensées
Plusieurs spécialités sont proposées par le Tec de Monterrey. Originellement considérée comme « une école d’ingénieurs », le Tec s’est depuis diversifié et est réputé pour ses formations économiques, géopolitiques et financières.
Les étudiants internationaux ne sont pas obligés de suivre une spécialité et sont autorisés à choisir des matières de spécialités variées. Sont dispensées au Tec de Monterrey, Administration d’Entreprises (Finance, Marketing, International Business, etc.), Administration Publique et Politique (Droit, Économie, Géostratégie, etc.), Médecine & Biotechnologie, Technologies de l’Information et de l’Électronique (Informatique, Électronique, Télécommunications, etc.), Architecture (Énergie, Automatique, Manufacture, etc.), Sciences Sociales et Humaines (Journalisme, Communication, Géopolitique), Arts et Design (Animation et Art Numérique, Design Industriel, Production Musicale). Certaines des spécialités sont également dispensées par l’université virtuelle dont est pourvue l’école. Toutes les formations possèdent un haut niveau de reconnaissance continentale, le meilleur pour l’Amérique Latine.

### Réputation académique
|                             | 2015 | 2016 | 2017 | 2018 | 2019 | 2020 |
| --------------------------- | ---- | ---- | ---- | ---- | ---- | ---- |
| QS World University Ranking | 253  | 238  | 206  | 199  | 178  | 158  |

## Sport
Tous les sports sont praticables au Tec de Monterrey, même si le football et le football américain occupent une place primordiale. Le Tec est doté d’un stade de 37 500 places, l’Estadio Tecnológico, loué à l’équipe de football des CF Monterrey, club de première division mexicaine. Les sportifs de l’université sont regroupés sous le nom de « Borregos », nom de l’équipe de football américain de l’école. Au sous-sol du Centro Estudiantil se trouve une impressionnante salle de musculation, avec plus de 200 ateliers. Une salle se trouve également dans les résidences de logement étudiants. De plus, quatre autres installations sportives font partie du campus. Le gymnase, pour les sports de combat, le basket ou le volley ball ; Le Campo Escamilla pour le football, le football rapido ainsi que le baseball ; plusieurs terrains de football américain et de rugby ; ainsi qu’un centre sportif avec terrains de tennis, de basket et de beach volley.

## Partenariats internationaux
Le Tec de Monterrey possède de nombreux partenariats avec des écoles du monde entier, les États-Unis, la France et le Canada formant la majorité du contingent des élèves internationaux. Les échanges se font également avec des pays comme l’Australie, l’Allemagne, les Pays-Bas, l’Argentine, le Brésil, la Belgique, Taïwan, Singapour, Hong Kong, etc. En France, des écoles comme l'ESIGELEC Rouen, l'École nationale supérieure de l'électronique et de ses applications, l'Université de technologie de Compiègne,l'ENIM Metz, les Arts et Métiers ParisTech, l'ESCP Europe, l'EM Lyon, l'Institut Mines-Télécom Business School, L'Université de Paris Dauphine, l'ESC Toulouse, BEM,l'ESC Clermont, l'ESC Rouen, l'Université de technologie de Troyes, l'IESEG, ,SKEMA Business School, l'ESAM, l'EM Normandie Business School, l'EM Strasbourg Business School, l'École Supérieure de Commerce d'Amiens, l'École des mines de Nantes, GEM, l'ESSEC, l'ESCE, l'[EDC] (École des dirigeants et créateurs d'entreprise), l'ESCEM et ISEME (Tours, Poitiers), KEDGE Business School,l'ESC Saint Étienne, Audencia, l'Institut d'études politiques de Paris, l'Institut d'études politiques de Rennes et l'Institut d'études politiques de Lille, l'ISEP, l'ECE Paris, le MBA Institute (anciennement Institut de management international de Paris) , l'IPAG, Telecom Paris, l'ESSCA, EPITECH, le Campus International de Cannes ainsi que diverses écoles de commerce et d’ingénieurs sont partenaires sans oublier de nombreuses universités publiques françaises.